# Ascensão reta

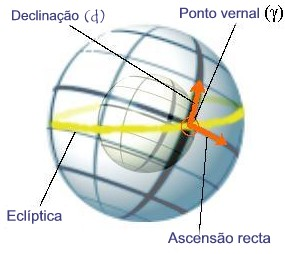
Coordenadas equatoriais de um astro.

Em astronomia, ascensão reta (em inglês: Right Ascension abreviada como RA e tendo como símbolo {\displaystyle \alpha }) é a designação de uma coordenada azimutal do sistema de coordenadas equatoriais que equivale ao arco, medido no equador celeste, entre os círculos horários que tradicionalmente passam pelo ponto vernal e pelo astro, respectivamente, no sentido anti-horário quando visto desde o polo norte celeste. No entanto, atualmente a origem da ascensão reta é o quasar 3C 273, através do catálogo FK5. É análoga à coordenada geográfica de longitude. Seu valor é expresso normalmente em horas (0h a 24h), mas também pode ser expresso em graus (de 0° a 360°).
As representações usuais de ascensão reta são: AR, A.R., RA, R.A. ou, ainda, {\displaystyle \alpha }.
Embora o termo ascensão reta já seja corrente tanto em português quanto em outras línguas, a tradução correta desse conceito deveria ser ascensão direta, uma vez que ela mede as coordenadas no sentido do movimento progressivo do Sol.

## Outras informações

### Conceitos relacionados
Ascensão Reta Versa - Como a ascensão reta é medida para o sentido leste e os ângulos horários para o sentido oeste, foi criada a Ascensão Reta Versa (ARV), para possibilitar operações entre esses ângulos. Pode ser abreviada por ARV ou SHA e sua fórmula é ARV = 360° - AR.[carece de fontes?]